# Beardmore W.B.III
O Beardmore W.B.III foi um caça biplano monomotor britânico baseado em porta-aviões que teve uso na Primeira Guerra Mundial. Ele foi um desenvolvimento da aeronave Sopwith Pup e construído pela Beardmore sob licença, com modificações para uso em porta-aviões.

## História
O WB.III foi usado em vários navios de guerra da Marinha Real Britânica, incluindo os porta-aviões HMS Furious, HMS Argus e os navios-tender HMS Nairana e HMS Pegasus. A performance do WB.III era menor que a do Sopwith Pup.